# قانون لختی سیلوستر
قانو لختی سیلوستر تئوری ای در جبر درباره خواص ویژه ی ماتریس ضرایب یک فرم درجه دوم است که با تغییر محور های مختصات ثابت می ماند. مثلاً اگر A یک ماتریس متقارن باشد که توصیف کننده یک حالت درجه دوم است و S هر ماتریس معکوس پذیری باشد به طوری که D=SAST قطری باشد آنگاه تعداد درایه های منفی در قطر D همواره ثابت است. همچنین برای درایه های مثبت. این خاصیت به نام جیمز جوزف سیلوستر نامگذاری شده که اثبات آن را ارائه کرد.

## شرح تئوری
اگر A یک ماتریس مربعی از درجه n با درایه های حقیقی باشد، هر ماتریس غیر تکین S با اندازه مشابه A را تبدیل به ماتریس مربعی B=SAST می کند که آن هم از اندازه n است. اگر A ماتریس ضرایب یک فرم درجه دوم در Rn باشد، آنگاه B همواره می‌تواند با این روش به ماتریس قطری D تبدیل شود که درایه های آن فقط ۰ و ۱ و ۱- هستند.
تعداد +۱ ها که به صورت n+ مشخص می شود اندیس مثبت لختی و تعداد ۱- ها اندیس منفی لختی نامیده می شود. تعداد ۰ ها که با n0 مشخص می شود بّعد هسته A است. این اعداد در رابطه بدیهی زیر صدق می کنند.
{\displaystyle n_{0}+n_{+}+n_{-}=n.\ }
(+n-)-(n) معمولاً امضای A نامیده می شود. هرچند برخی نویسندگان این لغت را برای سه تایی (-n0,n+,n) به کار می برند.

## شرح با استفاده از مقادیر ویژه
شاخص های + و - یک ماتریس مربعی همان تعداد مقادیر ویژه مثبت و منفی ماتریس A است. هر ماتریس مربعی حقیقی A یک ترکیب ویژه با فرم QEQT دارد که E ماتریس قطری شامل مقادیر ویژه A است و Q ماتریس حاوی بردار های ویژه است. E می‌تواند به صورت E=WPWT نوشته شود به طوری که D قطری با درایه های ۰ و ۱ و -۱ است و W قطری است به طوری که |Wii=√|Eii.